# Streptanus
Streptanus — род цикадок из отряда полужесткокрылых. 

## Описание
Цикадки размером 3-5 мм. Коренастые или умеренно стройные, с закругленно-тупоугольно выступающей головой, часто полукороткокрылые. В СССР около 10 видов.
- Streptanus aemulans (Kirschbaum, 1868)
- Streptanus albanicus (Horváth, 1916)
- Streptanus arctous Emeljanov, 1964
- Streptanus confinis (Reuter, 1880)
- Streptanus marginatus (Kirschbaum, 1858)
- Streptanus okaensis Zachvatkin, 1948
- Streptanus sordidus (Zetterstedt, 1828)